# Brunvillers-la-Motte
Brunvillers-la-Motte – miejscowość i gmina we Francji, w regionie Hauts-de-France, w departamencie Oise.
Według danych na rok 1990 gminę zamieszkiwały 353 osoby, a gęstość zaludnienia wynosiła 54 osoby/km² (wśród 2293 gmin Pikardii Brunvillers-la-Motte plasuje się na 648. miejscu pod względem liczby ludności, natomiast pod względem powierzchni na miejscu 730.).